# Poltergeist (Six Flags Fiesta Texas)
Pour les articles homonymes, voir Poltergeist (homonymie).
Poltergeist est un parcours de montagnes russes lancées en métal du parc Six Flags Fiesta Texas, situé à San Antonio, au Texas, aux États-Unis.

## Statistiques
- Accélération maximale : 4,5 g
- Trains : 2 trains de 6 wagons. Les passagers sont placés à 4 par wagon sur 2 rangs pour un total de 24 passagers.